# تشارلز جوناس ثورنتون
تشارلز جوناس ثورنتون هو سياسي كندي، ولد في 30 مايو 1850 في كلارينغتون في كندا، وتوفي في 2 يوليو 1932. حزبياً، نشط في حزب كندا المحافظ. وقد انتخب عضو مجلس العموم الكندي.